# Kulhuse (Frederikssund Kommune)
 For alternative betydninger, se Kulhuse. (Se også artikler, som begynder med Kulhuse)
Kulhuse ligger i Nordsjælland og er en lille by med 875 indbyggere  (2024), som ligger på toppen af Hornsherred, Sjælland. Fra havnen er der i sommerhalvåret færgerute til Sølager ved Hundested med M/F Columbus. Da Kulhuse er en sommerhusby, bliver befolkningstallet næsten fordoblet om sommeren. Byen ligger i Frederikssund Kommune i Region Hovedstaden.

## Seværdigheder
Nordskoven, som ligger på den nordøstlige spids af Hornsherred, grænser lige op til Kulhuse. Her står de tre ege: Snoegen, Storkeegen og Kongeegen, der er Danmarks ældste træer. De er hhv. ca. 600, ca. 800 og ca. 1500 år gamle. Kongeegen er endda den ældste eg i hele Europa. Grunden til at de ikke er blevet fældet (egetræ har jo ellers altid været eftertragtet skibstømmer), er, at de har stået i ufremkommeligt terræn bl.a. mose, hvilket gjorde transport af tømmeret besværligt.
Ligeledes i Nordskoven står den kongelige jagtpavillon, som blev opført af Frederik 7. i 1857. Pavillonen står lige på toppen af en stejl bakke. Den består kun af nogle træstolper, som understøtter stråtaget, der er ikke nogle vægge. Under stråtaget står der borde og bænke, som stammer helt tilbage fra da den blev bygget. Det er underholdende at læse det, der er ridset i bordene – mange af disse indskrifter stammer nemlig helt tilbage til århundredeskiftet, så graffiti var også kendt dengang.
Kulhuse har desuden en kirke, Skoven Kirke fra 1897, Kulhuse Havn, en kro, en gammel skanse og en campingplads.

## Kulhuses historie
Kong Christian 4. besluttede i 1633, at der skulle anlægges en skibsbro i den nordligste spids af Horns Herred, hvorfra der skulle udskibes tømmer, brænde og trækul fra skovene i det nordlige Horns Herred (Nordskoven). Der blev ansat en mand, som også var kulsvier, til at holde øje med udskibningen. Til ham blev huset Kulhus bygget, og det er herfra navnet Kulhuse stammer.
Da skibsbroen var anlagt, blev det muligt at udnytte træet i Nordskoven. Især langs vejen fra godset Abrahamstrup (lå hvor Jægerspris Slot ligger i dag) til Kulhuse blev der hugget særligt meget, hvilket kan ses i dag, når man kører langs Kulhusvejen. Området mellem Kulhuse og Jægerspris er nu militært øvelsesområde, hørende til Jægersprislejren.